# 羅寧·提姆
龔席立（轉寫：Kongkiat Khomsiri，1975年6月2日—）是一名泰国电影导演和编剧。

## 电影事业
他毕业於曼谷大学传媒学院，第一次接触电影是在阿彼察邦·韦拉斯哈古执导的第一部电影《正午显影》（Mysterious Object at Noon）中作为剧组人员，之後他进入五星制片工作，与导演谭力·截禄冠（Tanit Jitnukul）合作执导电影《烈血暹士》（Bang Rajan）和《大将军》（Kunpan: Legend of the Warlord）。
他参与执导的第一部电影是2005年电影《恶魔的艺术2：邪降》（Long khong），是导演小组羅寧七人組（Ronin Team）中的一员。他独自执导的第一部电影是2007年电影《泰南拳》（Muay Thai Chaiya）。

## 作品

### 导演
- 2005年：《恶魔的艺术2：邪降》（ลองของ / Long khong (Art of the Devil 2)）
- 2007年：《泰南拳（英语：Muay Thai Chaiya）》（ไชยา / Muay Thai Chaiya）
- 2008年：《恶魔的艺术3：邪降2》（ลองของ 2 / Long khong 2 (Art of the Devil 3)）
- 2010年：《致命切割》（又名《切切切》，Slice / เฉือน）
- 2016年：《带我回家》（Take me home / สุขสันต์วันกลับบ้าน‬）
- 2022年：《黑幫少爺愛上我》（KinnPorsche The Series / รักโคตรร้ายสุดท้ายโคตรรัก‬）

### 编剧
- 2000年：《烈血暹士》（บางระจัน / Bang Rajan）
- 2000年：《大将军》（ขุนแผน / Kunpan: Legend of the Warlord）
- 2005年：《恶魔的艺术2：邪降》（ลองของ / Long khong (Art of the Devil 2)）
- 2006年：《无主孤魂》（又名《庭怨森森》，เปนชู้กับผี / The Unseeable）
- 2008年：《恶魔的艺术3：邪降2》（ลองของ 2 / Long khong 2 (Art of the Devil 3)）
- 2008年：《厉鬼将映》（โปรแกรมหน้า วิญญาณอาฆาต / Coming Soon）
- 2010年：《致命切割》（又名《切切切》，Slice / เฉือน）

### 演员
- 2005年：《七战侠》（又名《七勇士2》、《暹羅勇士2》，7 ประจัญบาน 2 / Seven Street Fighters）饰演日本武士，导演查冷‧汪拼，主演彭拍·瓦奇拉班桌（英语：Pongpat Wachirabunjong）